# Буасезон
Буасезо́н (фр. Boissezon, окс. Boisseson) — коммуна во Франции, находится в регионе Юг — Пиренеи. Департамент — Тарн. Входит в состав кантона Мазаме-1. Округ коммуны — Кастр.
Код INSEE коммуны — 81034.

## География

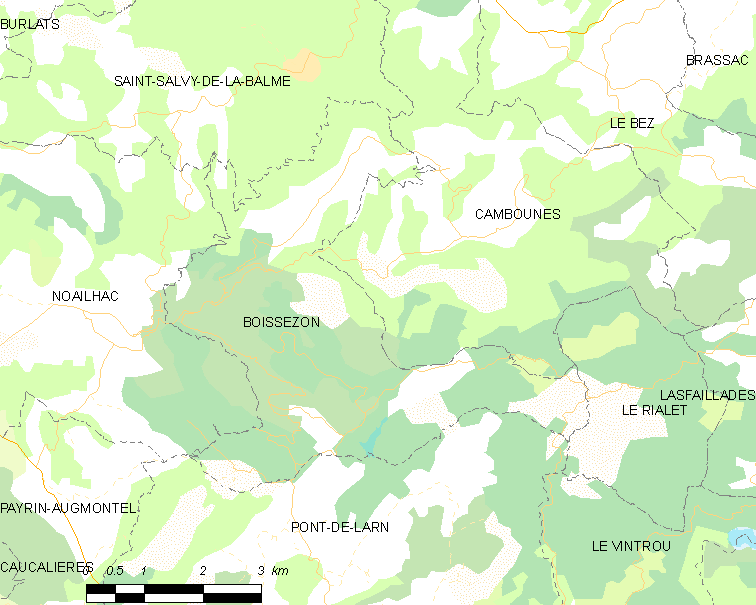
Карта коммуны

Коммуна расположена приблизительно в 590 км к югу от Парижа, в 80 км восточнее Тулузы, в 45 км к юго-востоку от Альби.
На севере коммуны протекают реки Дюранк и Дюранкюз. Большую часть территории коммуны занимают леса.

## Климат
Климат умеренно-океанический. Зима мягкая и дождливая, лето жаркое с частыми грозами. Ветры довольно редки. 

## Население
Население коммуны на 2010 год составляло 389 человек.
| 1962 | 1968 | 1975 | 1982 | 1990 | 1999 | 2010 |
| ---- | ---- | ---- | ---- | ---- | ---- | ---- |
| 707  | 633  | 572  | 509  | 398  | 391  | 389  |

## Администрация
| Период | Период | Фамилия     | Партия | Примечания |
| ------ | ------ | ----------- | ------ | ---------- |
| 2001   | 2008   | Рене Бернар |        |            |
| 2008   | 2020   | Клод Оссийу |        |            |

## Экономика
В 2007 году среди 242 человек в трудоспособном возрасте (15—64 лет) 167 были экономически активными, 75 — неактивными (показатель активности — 69,0 %, в 1999 году было 73,9 %). Из 167 активных работали 151 человек (93 мужчины и 58 женщин), безработных было 16 (6 мужчин и 10 женщин). Среди 75 неактивных 12 человек были учениками или студентами, 33 — пенсионерами, 30 были неактивными по другим причинам.